# Enrique Lihn
Enrique Lihn (Santiago, 3 septembre 1929 - Santiago, 10 juillet 1988), poète, dramaturge, critique, dessinateur et écrivain chilien.

## Biographie
Enrique Lihn naît le 3 septembre 1929 à Santiago du Chili.
Il effectue ses études secondaires au collège Saint-Georges puis au collège allemand. En 1942, il intègre l'École des beaux-arts de l'université du Chili pour étudier le dessin et la peinture.

## Œuvres

### Poésie
- Nada se escurre, 1950.
- Poemas de este tiempo y de otro, 1955.
- Pedro Luna, 1959.
- La pieza oscura, 1963.
- Poesía de paso, 1966.
- Escrito en Cuba, 1969.
- La musiquilla de las esferas pobres, 1969.
- Algunos poemas, 1972.
- Diez cuentos de bandidos, 1972.
- Por fuerza mayor, 1975.
- París, situación irregular, 1977.
- Lihn y Pompier, 1978.
- À partir de Manhattan, 1979.
- El arte de la palabra, 1980.
- Antología al azar, 1981.
- Estación de los desamparados, 1982.
- Poetas, voladores de luces, 1982.
- Al bello aparecer de este lucero, 1983.
- El Paseo Ahumada, 1983.
- Pena de extrañamiento, 1986.
- Mester de juglaría, 1987.
- La aparición de la virgen, 1987
- Eugenio Téllez, 1988
- Álbum de toda especie de poemas, 1989
- Asedios a Oscar Hahn, 1989
- Diario de muerte, 1989
- Un comic, 1992.
- Porque escribí, 1995.
- Una nota estridente, 2005
- Enrique Lihn: Entrevistas, 2006.

### Récit
- Agua de arroz, 1964.
- La república independiente de Miranda, 1989.
- Huacho y pochocha, 2005.

### Romans
- Batman en Chile[1], 1973.
- La orquesta de cristal, 1976.
- El arte de la palabra[2], 1986.

### Essais
- Introducción a la poesía de Nicanor Parra, 1952.
- La cultura en la vía chilena al socialismo, 1971.
- Sobre el estructuralismo de Ignacio Valente, 1983.
- Señales de ruta de Juan Luis Martínez, 1987.
- El circo en llamas, 1997.